# Shopping.com
Shopping.com ist ein Produkt- und Preisvergleichsdienst mit Webseiten in den USA, Großbritannien, Frankreich, Deutschland und Australien. Betreiber der Portale ist das Unternehmen Shopping Epinions International Limited, das seit 2005 zu eBay gehört. Der Hauptsitz des Unternehmens befindet sich in Brisbane (Kalifornien), USA. In Deutschland sitzt Shopping.com im Europarc Dreilinden bei Berlin. Seit Februar 2009 verantwortet Guido Syré das deutsche und seit März 2012 auch das internationale Geschäft von Shopping.com.

## Geschäftsbereiche
Shopping.com unterhält zwei Geschäftsbereiche:
1. ein Produkt- und Preisvergleichsportal für Verbraucher. Dieses versteht sich als Online-Community, in der Nutzer Erfahrungsberichte und Einkaufsratgeber suchen und veröffentlichen können.
2. ein Partnerprogramm, das es Webpublishern erlaubt, individualisierten Shopping-Lösungen in ihre Websites zu integrieren und zu monetarisieren.[2]

## Technik
Bei Shopping.com handelt es sich um ein so genanntes „White-Label-Preisvergleichsportal“, da die Datenbasis nicht von Shopping.com stammt, sondern von den angeschlossenen Händlern eingepflegt wird.
Seit 2010 ist Shopping.com auch als Applikation für das iPhone und für Mobiltelefone mit Android-Betriebssystem verfügbar.

## Geschichte
Der Vorläufer von Shopping.com (Dealtime.com) wurde 1998 in Israel von Nahum Sharfman und Amir Ashkenazi gegründet. Die ursprüngliche Geschäftsidee sah ein herunterladbares PC-Programm zur Beobachtung von Preisänderungen vor. Die Nutzer sollten benachrichtigt werden, sobald der Preis eines Produkts eine festgelegte Grenze unterschreitet (daher der Name „Dealtime“). Entgegen der ursprünglichen Planung wurde Dealtime.com schließlich als Online-Plattform aufgesetzt. Im Zuge einer Allianz mit dem Bertelsmann-Konzern, der auch größter Anteilseigner wurde, ging die Webseite 2000 auf Expansionskurs: Dealtime.com veröffentlichte Online-Auftritte in Großbritannien, Deutschland, Spanien und Japan und kaufte den Produkt-Empfehlungsdienst Digital Jones. Aufgrund schlechter Geschäftsergebnisse in den Jahren 2000 und 2001 wurde die Hälfte der Angestellten entlassen. Gegen Ende 2001 gab Dealtime.com seine Internetpräsenzen in Deutschland und Japan auf.
2002 wurde ein zusätzliches Bezahlsystem eingeführt: Gegen Gebot können sich die Partner seitdem eine prominentere Positionierung im Preisvergleich sichern. Aufgrund dieser und weiterer Veränderungen konnte das Unternehmen 2003 erstmals einen Profit erwirtschaften. Im April des Jahres kaufte DealTime das Produktbewertungsportal Epinions.com. Die Seite Shopping.com wurde im September 2003 aufgesetzt.
Am 26. Oktober 2004 erfolgte der Börsengang an der NASDAQ, der dem Unternehmen 123 Millionen Dollar frisches Kapital einbrachte und es mit 486 Millionen Dollar bewertete; der Kurs sprang noch am ersten Börsentag von 18 auf über 28 Dollar. Dennoch wurden dem Unternehmen – auch wegen eines Umsatzes von unter 70 Millionen Euro – nur geringe Chancen prophezeit, gegen Internetriesen wie Google mit seinem neuen Angebot Froogle zu bestehen. So wurde Shopping.com, das zu den drei meistbesuchten Handels-Webseiten in den USA zählte, bereits im Juni 2005 vom US-amerikanischen Unternehmen eBay für rund 620 Millionen Dollar durch ein Übernahmeangebot mit rund 20 % Aufschlag auf den Börsenkurs gekauft. Seitdem wurden Internetpräsenzen in Frankreich und Australien, sowie in Deutschland (November 2005) aufgesetzt.
Am 29. April 2009 kam Nahum Sharfman, einer der Gründer von Shopping.com, im Alter von 61 Jahren bei einem Flugzeugunglück in Griechenland ums Leben.

“Shopping.com will be remembered, if it's remembered at all, as a pioneer with the deft technology that got stomped by bigger feet on the Internet.”

„An Shopping.com wird man sich, wenn überhaupt, als einen Vorreiter mit geschickter Technologie erinnern, der von größeren Füßen im Internet zertrampelt wurde.“